# メガロープレプロジェクト
メガロープレプロジェクト（megaロープレproject）とは、セガ・エンタープライゼスによって1994年から1995年にかけて展開されたメガドライブ用ロールプレイングゲーム（ロープレ）のプロジェクト。

## 概要
1994年当時、メガドライブの有名RPGは「シャイニングシリーズ」や「ファンタシースターシリーズ」くらいしかなく、競合機と比べて「RPGに弱い」という特徴があった。そこで、セガは1994年後半より「メガロープレ」プロジェクトを打ち出し、RPGの強化を図った。（セガは「ロープレ」で商標を取っていたので、RPGのことを「ロープレ」と呼んでいた）
第1弾は『新創世記ラグナセンティ』（1994年6月発売）。メガドライブにおけるロープレの「新しい形」を打ち出すと言いながら、競合機の『ゼルダの伝説　神々のトライフォース』にグラフィックもプレイ感も酷似している点が批判されたものの、やりこんだプレイヤーには「ゼルダを超えている」と評価され、好評だった。他のタイトルもおおむね好評だった。
メガロープレプロジェクトのソフトのパッケージには記念のバッジが同梱されていた（『ラグナセンティ』は購入者に店頭でバッジを手渡しだったので、貰い損ねた人もいた。シャイニングフォースCDのバッジも手渡しだったらしい。『アフターハルマゲドン外伝 魔獣闘将伝エクリプス』のみはステッカー同梱）。ソフトそれぞれのデザインのバッジが全6種類と、アフターハルマゲドン外伝のステッカー、応募者に抽選でもらえる「megaロープレproject」と書かれたバッジが存在する。

## 作品一覧
- 新創世記ラグナセンティ：1994年6月17日発売[2]。ネクステック第1弾作品。
- シャイニングフォースCD：1994年7月22日発売。ゲームギア版『I』『II』に新たなシナリオを加えたもの。
- ドラゴンスレイヤー英雄伝説：1994年9月16日発売。他機種からの移植である。かなり古い作品であるが、ファルコムの代表作として、セガ・ファルコム設立時よりメガドライブへの移植の要望が多かった。
- アフターハルマゲドン外伝 魔獣闘将伝エクリプス：1994年11月11日発売。メガCD用の本格派RPG。プレミアムステッカー付。
- ストーリー オブ トア 〜光を継ぐ者〜：1994年12月9日発売。エインシャントが開発。古代祐三のBGMが特徴。1994年の年末商戦の目玉タイトルとして用意され、音楽もプレイ感も実際に評価が高かった。
- ドラゴンスレイヤー英雄伝説II：1995年1月20日発売。初代と同時に移植が発表された。
- サージングオーラ：1995年3月17日発売。キャラクターデザインにいのまたむつみを起用していることが特徴。

## 参照
1. ↑  『BEEP！メガドライブ』1994年7月号、p.15
2. ↑  “ソフトウェア一覧（セガ発売）”. セガハード大百科.   セガ. 2022年9月5日閲覧。